# Rollin Kirby
Pour les articles homonymes, voir Kirby.
Rollin Kirby (né le 4 septembre 1874 à Galva (Illinois) et mort le 8 mai 1952 à New York) est un dessinateur de presse américain principalement connu pour son travail au New York World à partir de 1913. Il a été premier lauréat du prix Pulitzer du dessin de presse en 1922 pour On the Road to Moscow. Il a également gagné ce prix en 1925 (pour News from the Outside World) et 1929 (pour Tammany), en devenant le premier triple vainqueur.